# Anna Drijver
Anna Drijver, née à La Haye (Pays-Bas) le 1er octobre 1983, est une actrice, modèle, écrivain et chanteuse néerlandaise.

## Biographie
Drijver pratique le ballet classique dès l'âge de 6 ans et travaille comme mannequin depuis l'âge de quatorze ans. Elle est apparue dans la série télévisée Goede Tijden, Slechte Tijden , a joué un rôle principal dans la série télévisée BNN Bitches et en 2005 est apparue dans les films Flirt et Het Schnitzelparadijs . Elle est diplômée en 2008 de l'Academie Amsterdamse Toneel en Kleinkunst .
En 2008, elle joue un rôle principal dans le film Bride Flight , pour lequel elle reçoit des critiques très favorables. La même année, Anna a chanté le rôle d' Aphrodite (déesse de l'amour) dans la version néerlandaise du jeu vidéo God of War III et a fait du doublage pour le jeu d'action -MMO The Chronicles of Spellborn.
En 2023, elle est candidate de Het Perfecte Plaatje.

## Vie privée
Elle a été en couple avec l'acteur néerlandais Tygo Gernandt.
Elle est actuellement en couple avec l'acteur néerlandais Benja Bruijning. Ils ont deux enfants, une fille née en novembre 2016 et un fils né en novembre 2019,.

## Filmographie

### Au cinéma
- 2003 : A Rose in the Pool : Rose
- 2004 : Feestje : Theology student
- 2005 : Flirt : Studente
- 2005 : Het schnitzelparadijs : Girl in disco
- 2008 : Bride Flight de Ben Sombogaart : Esther
- 2009 : Stella's oorlog : Sita
- 2009 : Komt een vrouw bij de dokter : Roos
- 2010 : Loft : Ann Marai
- 2011 : Isabelle : Nieuwe Hoofdrolspeelster
- 2012 : Tony 10 : Wanda
- 2012 : Bellicher:  Cel : Kirsten Bellicher
- 2013 : Smoorverliefd : Barbara

### À la télévision
- 2010–2013 : Bellicher : Kirsten Bellicher (série télévisée, 9 épisodes)
- 2019 : Undercover :  Kim de Rooij (Kim Deroy en version française)
- 2023 : Knokke Off : Melissa